# Viborg Tugthus
Viborg tugthus blev oprettet af Borgmester Dyssel, der i 1736 stillede forslag om oprettelse af et manufaktur for løsgængere og tiggere, som skulle tvinges i arbejde, i stedet for at genere borgerne med betleri.
Det handlede også om at få gang i byen igen, hvor meget stadig lå ubebygget hen efter den store brand i 1726. Planen blev godkendt af Kongen i 1739, og der blev skrevet en grundig fundats, der beskrev hvordan stedet tænktes drevet.
Man havde først planlagt at genopbygge det brandskadede domhus til formålet, men man valgte at bygge nyt, på en grund nede ved søen. I Johann Gottfried Hödrichs samlinger af bygningstegninger findes planen af portfløjen.
Også Nørrejyder der ikke kune betale deres bøder kunne indsættes.
Ikke blot tinget, men også præsterne kunne idømme tugthus – for umoralsk opførsel; Også børn der var ulydige over for deres forældre kunne indsættes!
Folk der modtog fattighjælp i Viborg skulle arbejde der, men behøvede ikke at overnatte.
Fundatsen bestemte, at fangerne skulle vækkes kl. 4 om morgenen, om vinteren dog først kl. 6. Aftenmåltidet skulle være forbi kl. 8. Arbejdsdagen startede med afsyngelse af en salme og om aftenen afsluttedes med en bøn. Om søndagen var fangerne forpligtet til at overvære gudstjenesten som blev afholdt i kirkerummet på 1. salen.
Mange adspredelser og fornøjelser var der ikke. Fundatsen bestemte at det var forbudt at ryge og drikke brændevin, "uden de tider dertil vorder tilladt" og da kun i overværelse af fangefogeden. Ligeledes var kortspil ikke tilladt. Breve skulle læses af bogholderen.
I 1743 var presset på de kun få fængsler der da eksisterede så stor, at man vedtog at jyske kriminelle skulle dømmes til Viborg tugthus.
Fra 1822 steg fangeantallet fra 143 til det toppede med 406 fanger i 1844. Det havde været nødvendigt at indkøbe en større hjørneejendom i Store Sct. Mikkelsgade 2, hvor der var kvindelige fanger. Endelig måtte man i 1843 foretage en udvidelse af de eksisterende bygninger.
Fra 1822 var det officielle navn Viborg Tugt- og Forbedringshus.
I 1853 byggede man det (dengang) mere tidssvarende Horsens Tugthus til afløsning.
I 1877 ombyggede man Viborg Tugthus til sindssygeanstalt (asyl).
56°26′51″N 9°24′43″Ø / 56.44750°N 9.41194°Ø